# بالون‌شدن (عنکبوت)

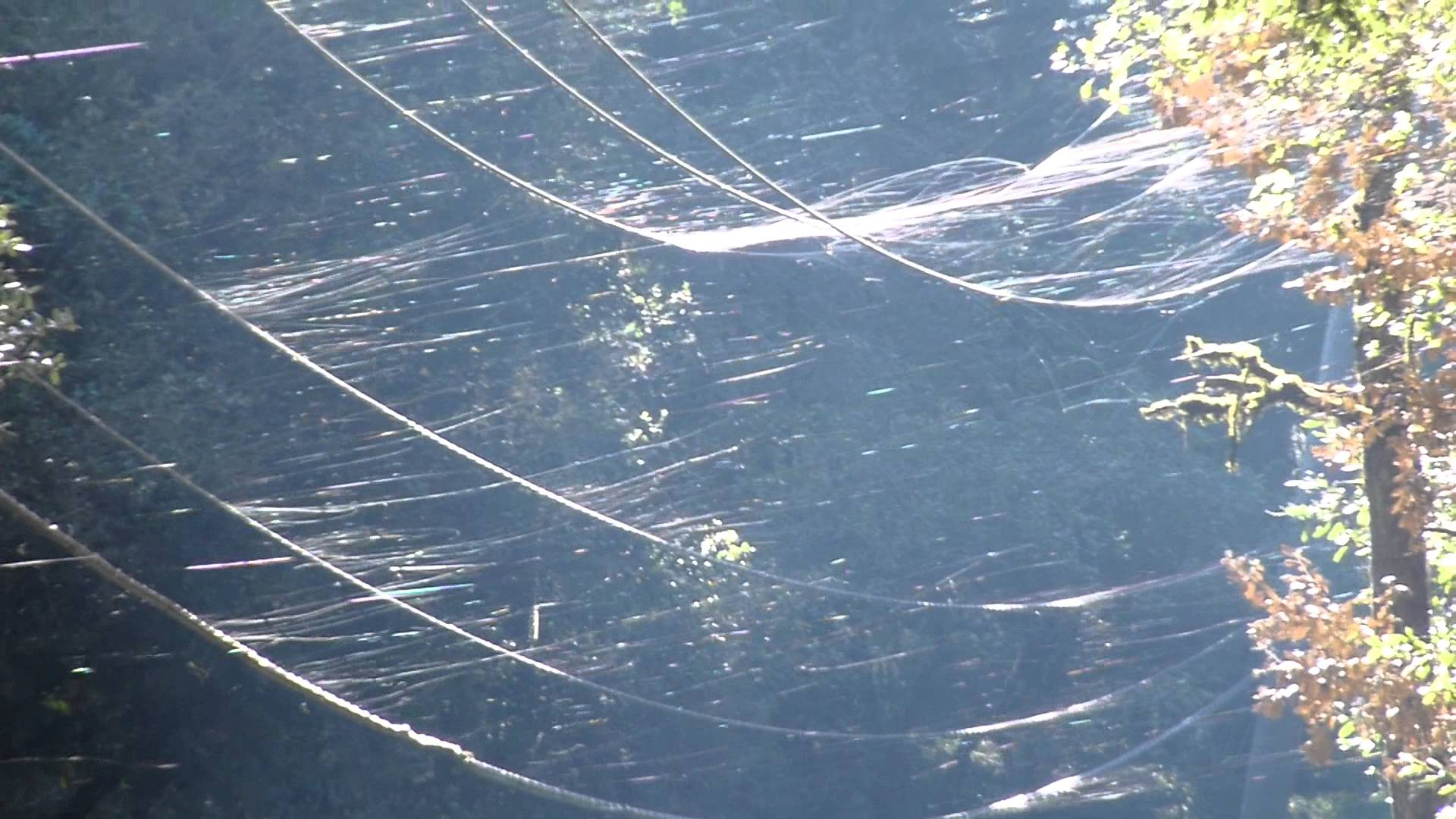
بچه‌عنکبوت‌ها در کوه‌های سانتا کروز در شبه‌جزیره سانفرانسیسکو بالن‌سواری می‌کنند

بالون‌شدن (به انگلیسی: Ballooning)، که گاهی به آن کیتینگ نیز می‌گویند، فرآیندی است که طی آن عنکبوت‌ها و برخی بی‌مهرگان کوچک دیگر، با رها کردن یک یا چند نخ ابریشمی برای گرفتن باد، در هوا حرکت می‌کنند و سبب می‌شوند تا در اثر جریان هوا و میدان‌های الکتریکی به هوا منتقل شوند. مطالعه‌ای در سال ۲۰۱۸ به این نتیجه رسید که میدان‌های الکتریکی نیروی کافی برای بلند کردن عنکبوت‌ها در هوا و احتمالاً برانگیختن رفتار بالونی را فراهم می‌کنند. این در درجه نخست توسط بچه‌عنکبوت‌ها برای پراکندگی استفاده می‌شود. با این حال، دیده شده‌است که افراد بزرگتر نیز این کار را انجام می‌دهند. عنکبوت به نقطه مرتفعی صعود می‌کند و با شکمش رو به آسمان موضع می‌گیرد و رشته‌های ابریشمی ظریف را از نخ‌ریس خود آزاد می‌کند تا بلند شود. سفرهای به دست آمده از چند متر تا صدها کیلومتر متفاوت است. حتی نمونه‌های جوی جمع‌آوری‌شده از بالون‌ها در ارتفاع پنج کیلومتری و کشتی‌ها در میانه اقیانوس، فرود عنکبوت را گزارش کرده‌اند. بالون‌شدن می‌تواند خطرناک نیز باشد (به دلیل شکارچیان و به دلیل ماهیت غیرقابل پیش‌بینی بالون در مسافت‌های طولانی که ممکن است افراد را به محیطی ناپسند برساند).